# بلية العجيب

بلية العجيب

بلية العجيب هي سلسلة كتيبات مصورة من تأليف عبد الحميد عبد المقصود، ورسومات الفنان فواز محمد هنطش، وقام بطباعته ونشره المؤسسة العربية الحديثة للطبع والنشر والتوزيع.

## الشخصيات

الشخصيات الأساسية في سلسلة بلية العجيب بلية (وسط) نخلة (يمين) طوفي (يسار) والبلية المسحورة

### بلية
الشخصية الأساسية في السلسلة ويقوم بمغامرات عديدة بمشاركة صديقَيه المقربَين «نخلة» و«طوفي».

### طوفي
صديق بلية، ومعروف بكونه سمينا ويحب الطعام أكثر من أي شيء في الوجود.

### نخلة
صديق بلية الثاني، طويل القامة والنحيل، واحد من ثلاثي أبطال السلسة مع بلية وطوفي.

### عزوز
شخصية شريرة إلى حد ما، ودائما ما يكون ضد بلية وطوفي ونخلة.

### شفيق الفولت
المخترع العبقري صاحب بلية

### بلبلة
إحدى شخصيات السلسلة وأخت بلية.

## الأعداد
1. لقاء الجبابرة
2. صراع في النادي
3. سر البلية المسحورة
4. لغز أبو الهول الذهبي
5. نجمة الصباح
6. بطل الأدغال
7. عودة بلبلة
8. الزلزال المدمر
9. مسدس العجائب
10. عمالقة وادي نمنم
11. كنز القرصان الأحول
12. كنوز الملك أحمس
13. الأشباح
14. النظارة المسحورة
15. الأقزام والمغول
16. الاختراع الرهيب
17. أسطورة بلية
18. الشاطر بلية
19. خيال في خيال
20. اللعبة المدمرة

## مرجع
موقع جود ريدز - سلسلة بلية العجيب